# Pseudotyrannochthonius typhlus
Espèce
Pseudotyrannochthonius typhlus est une espèce de pseudoscorpions de la famille des Pseudotyrannochthoniidae.

## Distribution
Cette espèce est endémique de Tasmanie en Australie. Elle se rencontre dans la grotte Georgies Hall Cave.

## Description
Le mâle holotype mesure 2,8 mm.

## Publication originale
- Dartnall, 1970 : Some Tasmanian chthoniid pseudoscorpions. Papers and Proceedings of the Royal Society of Tasmania, vol. 104, p. 65-68 (texte intégral).